# Raphiscopa serrata
Raphiscopa serrata är en fjärilsart som beskrevs av Louis Beethoven Prout 1928. Raphiscopa serrata ingår i släktet Raphiscopa och familjen nattflyn. Inga underarter finns listade.